# Leningradskiy Island
Leningradskiy Island (russisch Остров Ленинградзкиь Ostrow Leningradski, deutsch ‚Leningradinsel‘) ist eine vereiste und bis zu 100 m hohe Insel vor der Prinzessin-Astrid-Küste des ostantarktischen Königin-Maud-Lands. Sie liegt am Kopfende der Leningradskiy Bay am Westrand des Lasarew-Schelfeises.
Sowjetische Wissenschaftler kartierten sie 1959 und benannten sie, wie die gleichnamige Bucht auch, nach der Stadt Leningrad, dem heutigen Sankt Petersburg. Das Advisory Committee on Antarctic Names übertrug die russische Benennung im Jahr 1970 ins Englische.